# جبل محمل
جبل محمل هو جبل يقع في شرق الجزائر في ولاية باتنة. جبل محمل هو واد جاثم مع ارتفاعات أعلى منبسطة، وعرة مع المنخفضات الكارستية بما في ذلك البوليي الشاسع. يبلغ ارتفاع قمته 2321 م.